# Giro dell'Emilia 1919
Il Giro dell'Emilia 1919, nona edizione della corsa, si svolse il 31 agosto 1919 su un percorso di 280 km. La vittoria fu appannaggio dell'italiano Costante Girardengo, che completò il percorso in 11h11'00", precedendo i connazionali Ezio Corlaita e Lauro Bordin.
I corridori che tagliarono il traguardo di Bologna furono 12.

## Ordine d'arrivo (Top 10)
| Pos. | Corridore                 | Squadra                   | Tempo                     |
| ---- | ------------------------- | ------------------------- | ------------------------- |
| 1    | Costante Girardengo       | Stucchi                   | 11h11'00"                 |
| 2    | Ezio Corlaita             | Stucchi                   | a 1"                      |
| 3    | Lauro Bordin              | Bianchi-Pirelli           | s.t.                      |
| 4    | Domenico Schierano        | Peugeot-La Sportive       | s.t.                      |
| 5    | Pietro Aymo               | Verdi                     | s.t.                      |
| 6    | Alfonso Calzolari         | Stucchi                   | s.t.                      |
| 7    | 6 ciclisti a s.t. ex æquo | 6 ciclisti a s.t. ex æquo | 6 ciclisti a s.t. ex æquo |